# Anthony Lamb (cestista)
Anthony Miles Lamb (Rochester, 20 gennaio 1998) è un cestista statunitense.

## Statistiche

### NCAA
| Anno      | Squadra        | PG  | PT  | MP   | TC%  | 3P%  | TL%  | RP  | AP  | PRP | SP  | PP   |
| --------- | -------------- | --- | --- | ---- | ---- | ---- | ---- | --- | --- | --- | --- | ---- |
| 2016-2017 | UVM Catamounts | 35  | 35  | 22,5 | 51,2 | 41,3 | 74,5 | 5,5 | 0,7 | 0,8 | 1,2 | 12,8 |
| 2017-2018 | UVM Catamounts | 18  | 13  | 23,4 | 46,8 | 31,8 | 82,9 | 5,0 | 0,9 | 0,6 | 0,8 | 14,3 |
| 2018-2019 | UVM Catamounts | 32  | 32  | 31,6 | 51,5 | 36,5 | 76,2 | 7,8 | 2,3 | 0,9 | 1,9 | 21,2 |
| 2019-2020 | UVM Catamounts | 33  | 33  | 31,0 | 41,1 | 29,3 | 81,0 | 7,1 | 2,5 | 1,0 | 1,2 | 16,7 |
| Carriera  | Carriera       | 118 | 113 | 27,5 | 47,6 | 33,6 | 78,3 | 6,5 | 1,7 | 0,8 | 1,4 | 16,4 |

#### Massimi in carriera
- Massimo di punti: 42 vs St. Bonaventure (18 dicembre 2018)[1]
- Massimo di rimbalzi: 16 vs Boston (13 novembre 2019)
- Massimo di assist: 7 (2 volte)
- Massimo di palle rubate: 4 vs Stony Brook (25 febbraio 2017)
- Massimo di stoppate: 6 vs Dartmouth (2 gennaio 2019)
- Massimo di minuti giocati: 47 vs St. Bonaventure (18 dicembre 2018)

### NBA

#### Regular Season
| Anno      | Squadra           | PG | PT | MP   | TC%  | 3P%  | TL%  | RP  | AP  | PRP | SP  | PP  |
| --------- | ----------------- | -- | -- | ---- | ---- | ---- | ---- | --- | --- | --- | --- | --- |
| 2020-2021 | Houston Rockets   | 24 | 3  | 17,3 | 39,0 | 32,4 | 85,7 | 2,9 | 1,0 | 0,3 | 0,2 | 5,5 |
| 2021-2022 | San Antonio Spurs | 2  | 0  | 4,0  | 0,0  | 0,0  | -    | 0,5 | 1,0 | 0,0 | 0,0 | 0,0 |
| 2022-2023 | G.S. Warriors     | 62 | 4  | 19,3 | 47,1 | 36,7 | 76,7 | 3,5 | 1,5 | 0,5 | 0,3 | 6,7 |
| Carriera  | Carriera          | 88 | 7  | 18,4 | 44,7 | 35,3 | 79,0 | 3,3 | 1,4 | 0,4 | 0,3 | 6,2 |

#### Playoffs
| Anno     | Squadra       | PG | PT | MP  | TC%  | 3P%  | TL% | RP  | AP  | PRP | SP  | PP  |
| -------- | ------------- | -- | -- | --- | ---- | ---- | --- | --- | --- | --- | --- | --- |
| 2023     | G.S. Warriors | 6  | 0  | 5,2 | 40,0 | 25,0 | -   | 1,0 | 0,0 | 0,2 | 0,2 | 0,8 |
| Carriera | Carriera      | 6  | 0  | 5,2 | 40,0 | 25,0 | -   | 1,0 | 0,0 | 0,2 | 0,2 | 0,8 |

#### Massimi in carriera
- Massimo di punti: 26 vs Orlando Magic (7 gennaio 2023)[2]
- Massimo di rimbalzi: 9 (2 volte)
- Massimo di assist: 5 vs New Orleans Pelicans (21 novembre 2022)
- Massimo di palle rubate: 3 vs New Orleans Pelicans (4 novembre 2022)
- Massimo di stoppate: 2 (4 volte)
- Massimo di minuti giocati: 42 vs Atlanta Hawks (16 maggio 2021)

### G League
| Anno      | Squadra       | PG | PT | MP   | TC%  | 3P%  | TL%  | RP  | AP  | PRP | SP  | PP   |
| --------- | ------------- | -- | -- | ---- | ---- | ---- | ---- | --- | --- | --- | --- | ---- |
| 2020-2021 | Canton Charge | 6  | 0  | 9,6  | 37,5 | 31,3 | 50,0 | 2,3 | 0,5 | 0,5 | 0,5 | 4,2  |
| 2020-2021 | R.G.V. Vipers | 6  | 6  | 33,8 | 56,0 | 41,9 | 66,7 | 8,8 | 3,7 | 1,5 | 1,3 | 18,2 |
| 2021-2022 | R.G.V. Vipers | 44 | 41 | 34,0 | 45,8 | 39,7 | 77,6 | 7,3 | 4,2 | 0,8 | 1,2 | 16,7 |
| 2022-2023 | S.C. Warriors | 5  | 2  | 32,0 | 40,9 | 20,7 | 54,5 | 7,2 | 4,8 | 0,4 | 2,2 | 14,0 |
| Carriera  | Carriera      | 61 | 49 | 31,4 | 46,1 | 38,2 | 74,2 | 6,9 | 3,8 | 0,8 | 1,2 | 15,4 |

### Eurocup
| Anno      | Squadra       | PG | PT | MP   | TC%  | 3P%  | TL%  | RP  | AP  | PRP | SP  | PP   |
| --------- | ------------- | -- | -- | ---- | ---- | ---- | ---- | --- | --- | --- | --- | ---- |
| 2024-2025 | Aquila Trento | 18 | 18 | 26,6 | 40,7 | 26,5 | 77,8 | 3,9 | 2,6 | 0,9 | 0,3 | 13,7 |
| Carriera  | Carriera      | 18 | 18 | 26,6 | 40,7 | 26,5 | 77,8 | 3,9 | 2,6 | 0,9 | 0,3 | 13,7 |

## Palmarès

### Club
- Coppa Italia: 1

Aquila Trento: 2025
NBA G LEAGUE: 1
RGV vipers: 2022

### Individuale
- NBA Development League Most Improved Player Award (2021)